# José García-Aldave Mancebo
José García-Aldave Mancebo (?, 1876 – Alicante, 1936) était un officier supérieur de l’armée espagnole.
Après une carrière dans des unités combattantes (Cuba, Afrique du Nord), il alla occuper un poste de commandement sur la place d’Alicante. Lors de l’insurrection militaire nationaliste de juillet 1936, il s’affirma certes fidèle à la République, mais ses tergiversations lui valurent finalement d’être appréhendé par les autorités républicaines et condamné à mort.

## Biographie
Fils du militaire José García Aldave, qui était capitaine général de Melilla, et de María Belén Mancebo, José García-Aldave Mancebo fut inscrit le 31 août 1891 à l’Académie générale militaire de Tolède, d’où il sortit diplômé en juillet 1894 avec le rang de lieutenant d’infanterie en second. Au cours de sa carrière militaire, il participa à la guerre d'indépendance cubaine, à la seconde guerre de Melilla et à la guerre du Rif. Promu au grade de colonel en 1925, il fut placé à la tête des régiments d’infanterie no  29, 17 et 33, et monta au rang de général de brigade en février 1932.
En juillet 1936, il occupait un poste de commandant militaire dans la place d’Alicante, ayant sous ses ordres la 6e brigade d’infanterie, laquelle appartenait à la IIIe Division organique,. À l’éclatement de la Guerre civile, si certes il ne se souleva pas contre le gouvernement républicain, il fit montre d'une attitude ambigüe vis-à-vis de la rébellion militaire ; ainsi ordonna-t-il aux troupes sous son commandement de regagner leurs quartiers, encore qu’il ait permis l’envoi d’une colonne pour combattre les insurgés à Almansa. Demeurant indécis, García-Aldave suspendit sa décision au parti qu’allait prendre le commandant de la IIIe Division organique, le général Fernando Martínez-Monje Restoy. Quand, le 20 juillet, il eut un entretien avec le président des Cortes, Diego Martínez Barrio, il lui déclara être fidèle à la République, mais qu’il n’affronterait jamais ses « frères d’armes ». Devant sa position hésitante, les autorités républicaines finirent, le 23 juillet, par le destituer et le mettre aux arrêts dans l’hôtel Samper à Alicante, aux côtés d’autres officiers suspects. García-Aldave passa en jugement devant un tribunal, fut condamné à mort et fusillé le 13 octobre 1936, en même temps que huit autres officiers rebelles.